# مخيط صيني
المخيط الصيني أو السبستان الصيني أو الغَرَف (باللاتينية: Cordia sinensis) هو نوع من النباتات يتبع جنس المخيط من الفصيلة الحمحمية.

## الموئل والانتشار
موطنه بلاد الشام ومصر والمغرب العربي.

## مرادفات للاسم العلمي
- (باللاتينية: Cordia angustifolia Roxb.)
- (باللاتينية: Cordia cuneata B.Heyne ex A.DC.)
- (باللاتينية: Cordia gharaf Ehrenb. ex Asch.)